# Андрушёвский спиртовой завод
Андрушёвский спиртовой завод (укр. Андрушівський спиртовий завод) — предприятие пищевой промышленности в городе Андрушёвка Андрушёвского района Житомирской области.

## История
Небольшой винокуренный завод в селении Андрушевка Андрушевской волости Житомирского уезда Волынской губернии Российской империи действовал ещё до Февральской революции 1917 года.

### 1918—1991
4 января 1918 года в местечке была установлена Советская власть, но вскоре Андрушевку оккупировали немецкие войска (которые оставались здесь до ноября 1918 года). В дальнейшем, в ходе гражданской войны и советско-польской войны предприятие было разрушено. В августе 1920 года винокуренный завод был национализирован, затем он был восстановлен и возобновил работу как спиртзавод.
В 1938 году спиртзавод перевыполнил объём производства, предусмотренный годовым планом и рабочий коллектив предприятия получил право называться стахановским.
Во время Великой Отечественной войны с 10 июля 1941 до 27 декабря 1943 года посёлок находился под немецкой оккупацией. В дальнейшем, спиртзавод был восстановлен и реконструирован, а в 1966 году — преобразован в Андрушёвский спиртовой комбинат (так как в соответствии с восьмым пятилетним планом развития народного хозяйства СССР здесь были построены и введены в эксплуатацию цех по производству кормовых дрожжей и цех по производству витамина В-12).
На балансе предприятия находился один из двух построенных в райцентре Домов культуры, жилые дома и другие объекты социальной инфраструктуры.
В целом, в советское время спиртовой комбинат входил в число крупнейших предприятий города.

### После 1991 года
После провозглашения независимости Украины комбинат перешёл в ведение государственного комитета пищевой промышленности Украины и стал одним из крупнейших предприятий спиртовой промышленности на территории Украины.
Позднее комбинат был переименован в Андрушевский спиртовой завод.
В марте 1995 года Верховная Рада Украины внесла завод в перечень предприятий, приватизация которых запрещена в связи с их общегосударственным значением.
После создания в июне 1996 года государственного концерна спиртовой и ликёро-водочной промышленности «Укрспирт», завод был передан в ведение концерна «Укрспирт».
В январе 2000 года Кабинет министров Украины разрешил заводу производство компонентов для моторного топлива, в июле 2000 года была утверждена государственная программа «Этанол», предусматривавшая расширения использования этилового спирта в качестве энергоносителя, и Андрушевский спиртзавод (вместе с другими государственными спиртзаводами) был включён в перечень исполнителей этой программы.